# Trigonotarbida
Die Trigonotarbida sind eine bereits im Paläozoikum ausgestorbene Ordnung der Spinnentiere (Arachnida). Bei ihrem ersten fossilen Auftreten im Silur gehörten sie zu den frühesten terrestrischen Tieren überhaupt. Die höchste Funddichte und Artenzahl erreichten sie im Karbon, sind aber mit wenigen Arten noch im frühen Perm, so im Rotliegenden in Sachsen, gefunden worden. Trigonotarbida ähnelten im Aussehen manchen Webspinnen, im Gegensatz zu diesen war aber der Hinterleib meist hart gepanzert (sklerotisiert) und sie besaßen keine Spinndrüsen.
Zurzeit (Stand: 2013) sind 65 Arten der Trigonotarbida anerkannt, die sich auf 34 Gattungen verteilen. Trigonotarbida sind, nach den Skorpionen, die zweitälteste fossil nachgewiesene Gruppe der Spinnentiere und die erste, bei der Leben außerhalb des Wassers unzweifelhaft nachgewiesen werden konnte.

## Körperbau
Der Körper der Trigonotarbida war in zwei Abschnitte (Tagmata) geteilt, Prosoma und Opisthosoma.
Das Prosoma (Vorderleib) war dorsal durch einen ungegliederten Carapax bedeckt, dessen Form zwischen verschiedenen Arten stark variierte; bei einigen Arten war er nach vorn in eine dreieckige Spitze ausgezogen. Mitten auf dem Carapax saß ein Augenhügel mit einfachen Augen, bei einigen morphologisch ursprünglichen Familien existierten zusätzlich seitliche Augenhügel. Die Unterseite des Prosoma bedeckte ein ungeteiltes Sternum. Die Mundöffnung am Vorderende war schlitzförmig und von eng stehenden Filterborsten umgeben; dies wurde an ungewöhnlich gut erhaltenen Fossilien aus dem schottischen Rhynie Chert nachgewiesen, bei denen auch kleinste Details erhalten blieben. Dies beweist, dass die Trigonotarbida, ebenso wie die rezenten Webspinnen, extraintestinale Verdauung praktizierten. Die Mundöffnung war von hängenden, zweigliedrigen Cheliceren umgeben, seitlich davon saßen Taster (Pedipalpen). Wie bei rezenten Spinnen folgten vier Laufbeinpaare mit kleinen Klauen am Ende, die Gliederung der Beine (in Coxa, Femur, Patella, Tibia, Metatarsus, Tarsus) war ebenfalls entsprechend.
Der Hinterleib (Opisthosoma) bestand aus zwölf Segmenten. Vom schmalen ersten Segment war nur das Tergum äußerlich sichtbar, das mit einer Falte am Hinterrand des Carapax einen Schließmechanismus ausbildete, der den Körper versteifte. Die Tergite des zweiten bis achten (bei einigen Arten auch des neunten) Segments waren in drei oder fünf nebeneinander liegende Platten längs geteilt, von diesen waren bei einigen Familien einzelne rückgebildet oder miteinander verschmolzen. Das zehnte bis zwölfte Segment war nur von der Unterseite her sichtbar. Das zehnte bildete ein dreieckiges Sternit, an dem die letzten beiden als kleiner, zusammen Pygidium genannter Fortsatz ansaßen. Auch die anderen Segmente des Opisthosoma trugen sklerotisierte Platten (Sternite), so dass der Hinterleib gepanzert war; bei vielen karbonischen Formen trug er, wie auch das Prosoma, zusätzlich starke Dornen oder Stacheln, die wohl zur Verteidigung gegen Wirbeltiere als Fressfeinde dienten. Zwischen den Skleriten saßen bewegliche (und auch etwas dehnbare) Gelenkmembranen. Die ersten beiden Platten waren (nach den Funden aus Rhynie) keine echten Sternite, sondern eigentlich Deckel (Opercula), unter denen zwei Paar Buchlungen als Atmungsorgane saßen.

## Lebensweise
Die Buchlungen als Atmungsorgane sowie die Verflüssigung der Nahrung vor der Mundöffnung (extraintestinal) sind sichere Indizien dafür, dass die Tiere landlebend waren. Ähnlich wie bei den rezenten Spinnentieren gilt eine räuberische Ernährungsweise, vermutlich von anderen Arthropoden, ebenfalls als sicher. Da der komplizierte Begattungsapparat der Webspinnen offensichtlich fehlte, wird von einer äußeren Befruchtung, durch Absetzen einer Spermatophore, ausgegangen. Die kleinen, dorsal sitzenden Augen machten eine optische Jagd sicherlich unmöglich. Es wird davon ausgegangen, dass der Tast- und Vibrationssinn durch die zahlreichen auf den Beinen sitzenden Haare beim Beutefang wohl eine große Rolle spielte. Spätestens mit dem Landgang der Wirbeltiere wurden Trigonotarbiden wohl selbst auch zur Beute größerer Räuber. Die Panzerung und Bedornung vieler karbonischer Arten wird als Schutzmechanismus gegen Räuber interpretiert.

## Aussterben
Obwohl die Trigonotarbida noch im Karbon zu den am häufigsten fossil überlieferten Spinnentieren gehörten, sind sie bald darauf ausgestorben. Die jüngsten Funde stammen aus Deutschland und aus Südamerika (Argentinien). Möglicherweise war für das Aussterben, zumindest teilweise, die Klimaänderung am Beginn des Perms mit verantwortlich, als das zunehmend aride Klima zum Ende der Steinkohlenwälder führte. Es wird aber immer wieder vermutet, dass letztlich die Konkurrenz durch die Webspinnen der Grund für das Aussterben gewesen sein könnte.

## Untersuchung mit Röntgenstrahlen
Fossile Trigonotarbiden aus englischen Kohlenlagerstätten sind in Knollen des Eisenminerals Siderit eingeschlossen und darin räumlich (nicht nur als Abdruck) erhalten. Eine zerstörungsfreie Untersuchung der Fossilien war aber wegen des dichten, undurchsichtigen Materials kaum möglich. Diese ist erstmals im Jahr 2009 durch Röntgen-Tomografie gelungen. Bei der Art Anthracomartus hindi (sub Cryptomartus hindi, zur Synonymie vgl.) konnte so die wahrscheinliche Beinstellung im Leben rekonstruiert werden. Demnach trugen die Tiere das erste Beinpaar nach oben gedreht und ausgestreckt. Dies macht eine Haltung und Jagdtechnik als Lauerjäger, genau wie bei den rezenten Krabbenspinnen, wahrscheinlich.

## Phylogenie und Systematik
Das Vorhandensein von Buchlungen, die im anatomischen Feinbau mit denjenigen der rezenten Webspinnen, Geißelspinnen (Amblypygi) und Geißelskorpione (Uropygi) übereinstimmten, macht eine gemeinsame Abstammung dieser Gruppen, mit diesem Merkmal als Autapomorphie, sehr wahrscheinlich. Diese Gruppen wurden daher, gemeinsam mit den ebenfalls ausgestorbenen Haptopoda, in einem Taxon Pantetrapulmonata vereinigt. Nach dieser Hypothese wären die Trigonotarbida innerhalb dieser Gruppe basal, mit allen anderen zusammen als Schwestergruppe. Eine weitere Hypothese vermutet, bei ansonsten vergleichbarer phylogenetischer Einordnung, als Schwestergruppe die Kapuzenspinnen (Ordnung Ricinulei), mit denen sie zahlreiche Merkmale des Körperbaus gemeinsam haben. Diese werden jedoch von vielen Systematikern als Schwestergruppe der Milben angesehen.

## Forschungsgeschichte
Der erste fossile Trigonotarbide wurde bereits im Jahr 1837 in England durch einen der Pioniere der modernen Geologie, den Naturforscher und Priester William Buckland entdeckt und als Curculioides prestvicii beschrieben (heute Eophrynus prestvicii). Allerdings verkannte er den Fund völlig und hielt ihn für einen Rüsselkäfer. 1871 erkannte Henry Woodward das Fossil als Spinnentier und ordnete es den Pseudoskorpionen zu. Ferdinand Karsch entdeckte 1892 eine weitere Art, Anthracomartus voelkelianus und richtete für sie eine neue Ordnung Anthracomarti ein. Spätere Bearbeiter änderten mehrfach den Status, führten neue Namen ein und beschrieben weitere Arten. Auf Basis dieses nun umfangreicheren Materials bearbeitete Alexander Iwanowitsch Petrunkewitsch das Material neu und teilte die vorliegenden Funde 1949 auf zwei Ordnungen Anthracomartida, und die von ihm neu beschriebenen Trigonotarbi, auf, deren Name er 1955 in Trigonotarbida abänderte. William A. Shear und Kollegen schlugen 1987 vor, Anthracomartida und Trigonotarbida erneut zu vereinigen, da die von Petrunkewitsch angeführten Merkmale sich als Fehlinterpretationen aufgrund mangelhafter Erhaltung herausstellten. Jason Dunlop übernahm für diese vereinigte Gruppe 1996 den jüngeren Namen Trigonotarbida, was sich in der Forschung durchgesetzt hat.
Der Name Trigonotarbida ist also eigentlich ein jüngeres Synonym von Anthracomartida Karsch, 1892. Weil die Nomenklaturregeln des ICZN, einschließlich der Prioritätsregel, in der Zoologie nur bis zur Ebene der Familie(ngruppe) angewendet werden, ist es trotzdem möglich, wie in der Forschung nun üblich, den jüngeren Namen zu erhalten.